# Tour dei New Zealand Māori 1913
Nell'ottobre 1913 la selezione dei Maori Neozelandesi si reca in Tour in Australia

## Risultati
| Sydney 4 ottobre 1913 | New South Wales | 15 – 3 | New Zealand Māori |  |

| Sydney 8 ottobre 1913 | New South Wales | 16 – 5 | New Zealand Māori |  |

| Brisbane 11 ottobre 1913 | Queensland | 19 – 9 | New Zealand Māori |  |

| Brisbane 15 ottobre 1913 | Queensland | 0 – 11 | New Zealand Māori |  |